# Sant Apolinari
Sant Apolinari (en francès Saint-Apollinaire) és un municipi francès situat al departament dels Alts Alps i a la regió de Provença – Alps – Costa Blava.

## Demografia
| 1861                                       | 1962 | 1968 | 1975 | 1982 | 1990 | 1999 | 2006 | 2015 |
| ------------------------------------------ | ---- | ---- | ---- | ---- | ---- | ---- | ---- | ---- |
| 168                                        | 67   | 63   | 71   | 63   | 99   | 106  | 108  | 138  |
| Des de 1962: població sense dobles comptes |      |      |      |      |      |      |      |      |

## Administració
| Període       | Identitat               | Partit |
| ------------- | ----------------------- | ------ |
| 2001-2008     | Jean-François Pinoncely |        |
| 2008-2020     | Yves Lelong             |        |
| maig de 2020- | Daniel Nicolas Aimé Bey |        |